# رايموند اريكسون
رايموند اريكسون (بالإنجليزية: Raymond Ericson)‏ هو صحفي أمريكي، ولد في 1915، وتوفي في 30 ديسمبر 1997.